# Cretapelopia
Cretapelopia – wymarły rodzaj muchówek z rodziny ochotkowatych i podrodziny Tanypodinae. Obejmuje tylko jeden wczesnokredowy gatunek, C. salomea.

## Taksonomia
Rodzaj i jego gatunek typowy opisali po raz pierwszy Isabelle Veltz, Dany Azar i André Nel w 2007 roku na łamach „African Invertebrates”. Opisu dokonano na podstawie inkluzji w bursztynie libańskim, datowanej na późny barrem lub wczesny apt w kredzie. Odnaleziono je w Mdejridż w okolicy Hammany w muhafazie Dżabal Lubnan w Libanie. Nazwa rodzajowa powstała z połączenia słów cretaceous i Pelopia.

## Morfologia
Głowa o długości około 0,8 mm pozbawiona była przyoczek, a oczy miała nagie, o fasetkach ustawionych w siedmiu szeregach. Wyraźnie owłosione czułki miały 1,2 mm długości i zbudowane były z 16 członów, z których trzonek był szeroki i zaokrąglony, nóżka bardzo krótka, a trzynasty mocno wydłużony.
Tułów miał około 1,1 mm długości, 0,6 mm szerokości i 0,8 mm wysokości. Na porośniętej licznymi, długimi szczecinkami zatarczy występowała rzucająca się w oczy bruzda pośrodkowa. Licznie występowały szczecinki nadskrzydłowe i przedskrzydłowe, natomiast nielicznie śródplecowe. Liczne, długie szczecinki wyrastały na tarczce. Skrzydło przednie miało około 2,3 mm długości, 0,7 mm szerokości i przezroczystą, porośniętą makroskopowymi włoskami błonę. Jego użyłkowanie cechowało się żyłką kostalną zakończoną tuż za szczytem żyłki R4+5, wyraźnie rozstawionymi żyłkami R1, R2+3 i R4+5, z których ta druga dzieliła się u szczytu na bardzo krótką gałąź R2 i długą gałąź R3. Przezmianki osiągały 0,36 mm długości. Golenie wszystkich par miały boczne ząbki tworzące grzebień. Przednia para goleni miała po jednej, a pozostałe po dwóch ostrogach; wszystkie ostrogi były bardzo długie i o podobnych rozmiarach. Stopy wszystkich par miały czwarty człon walcowaty i zwieńczone były niezmodyfikowanymi pazurkami.
Odwłok miał niespełna 2,3 mm długości, 0,8 mm szerokości i długi, ostry koniec analny. Gonokoksyty były zaokrąglone, porośnięte licznymi szczecinkami, nieznacznie dłuższe od u nasady silnie zakrzywionych i porośniętych mocnymi szczecinkami, a w części odsiebnej prostych, bardzo długich i ku szczytom zwężonych gonostylików. Dolna wolsella była zaokrąglona i porośnięta szczecinkami.